# Narciso Bassols
Narciso Bassols García (Tenango del Valle, Estado de México; 22 de octubre de 1897-Ciudad de México, 24 de julio de 1959) fue un abogado, diplomático y político mexicano. Se desempeñó como secretario de Educación Pública de 1931 a 1934 durante las presidencias de Pascual Ortiz Rubio y Abelardo L. Rodríguez, y como secretario de Hacienda y Crédito Público de 1934 a 1935 durante la presidencia de Lázaro Cárdenas. Fue esposo de la activista Clementina Batalla.

## Biografía
Narciso Bassols estudió en la Escuela Nacional de Jurisprudencia de la Universidad Nacional Autónoma de México, donde formó parte de los seguidores del grupo conocido como Los Siete Sabios, junto a personalidades como Manuel Gómez Morin, Alfonso Caso y Vicente Lombardo Toledano. Años después sería director de esta escuela. Desde joven se distinguió por sus ideología radical, caracterizándose por ser un partidario acérrimo del laicismo y claramente anticlerical, estas posiciones lo llevaron a ser muy cercano colaborador y partidario de Plutarco Elías Calles, siendo uno de los principales colaboradores de este durante el llamado Maximato. Gran educador y de una amplia cultura, independiente de sus ideas, Narciso Bassols se distinguió por tratar de llevar la educación y la cultura al pueblo desde todos los cargos que ocupó.

## Secretario
Fue designado Secretario de Educación de Pública durante los gobiernos de Pascual Ortiz Rubio y Abelardo L. Rodríguez, posteriormente durante el gobierno de este último, también fue Secretario de Gobernación, durante su paso por la titularidad de Educación fue un gran impulsor de las llamadas Misiones culturales que eran un grupo de maestros que recorrían las zonas rurales del país con la misión no solo de educar y enseñar las primeras letras, sino también difundir la ideología del gobierno y desfanatizar es decir, sacar al pueblo de lo que ellos consideraban como resabios de ignorancia y superstición como las prácticas religiosas, además de combatir los vicios como el alcoholismo. Bassols también luchó por promover la educación sexual de la juventud mexicana, rechazando el conservadurismo religioso que él juzgaba dañino. Las misiones culturales tuvieron gran trascendencia en el país, aunque pueden ser vistas desde varias ópticas y es innegable que en varios casos se cometieron excesos, en especial de quienes se resistían a su influencia en el campo religioso particularmente.

## Embajador
Bassols fue también embajador en el Reino Unido desde 1935 por designación del gobierno de Cárdenas, y en 1937 fue designado embajador de México en Francia y delegado mexicano ante la Sociedad de Naciones con sede en Ginebra, allí denunció el fascismo, y la agresión de la Italia de Mussolini contra la Abisinia de Haile Selassie, quien en 1954 le otorgó la más alta condecoración por parte del imperio etíope. Desde su cargo como diplomático en suelo francés abrió las puertas de México a los españoles que buscaban asilo por la Guerra Civil y el franquismo en los primeros meses de 1939, hasta que el 1 de diciembre de dicho año cesó en el cargo. 
Narciso Bassols siempre fue partidario de Plutarco Elías Calles, y el surgir el conflicto entre este y Lázaro Cárdenas, permaneció leal a Calles y rehusó más puestos oficiales. Tras volver a México se dedicó al ejercicio de su profesión hasta que el 1 de febrero de 1945 presentó sus cartas credenciales que lo acreditaban como embajador de México en la Unión Soviética, tras su retiro de dicha embajada en 1948 jamás volvió a aceptar ningún cargo gubernamental .